# Anton Ulrik av Braunschweig-Lüneburg
Anton Ulrik (tyska: Anton Ulrich), född 28 augusti 1714 i Bevern, död 4 maj (g.s.) / 15 maj (n.s.) 1774 i Cholmogory,  hertig av Braunschweig-Lüneburg, var generalissimus för Rysslands armé, och make till Anna Leopoldovna, som var Rysslands regent för ett år.

## Biografi
Anton Ulrik var andra son till Ferdinand Albrekt II av Braunschweig-Wolfenbüttel och Antoinette Amalie av Braunschweig-Wolfenbüttel. Hans moders syster Elizabeth, hustru till kejsar Karl VI, arrangerade hans giftermål med Elizabeth Caroline Christine, dotter till Karl Leopold av Mecklenburg-Schwerin, och dotterdotter till tsar Ivan V av Ryssland 1739. Elizabeth kallade sig Anna Leopoldovna i Ryssland. 
Meningen var att giftermålet skulle stärka banden mellan huset Romanov och huset Habsburg. Deras son Ivan, som bara var ett spädbarn, blev tsar 1740 och Anna blev regent. Det blev dock en revolution 1741 som fråntog familjen makten. Den nya kejsarinnan, Elisabet, kastade Anton Ulrik, hans hustru och deras barn i fängelse. De förblev fängslade för resten av sina liv, förutom de yngre barnen, som år 1780 överlämnades till hans syster, Danmarks änkedrottning Juliana, där de sattes i husarrest i Horsens till sin död.

### Familj
Anton Ulrik och Anna Leopoldovna fick barnen: 
- Ivan (1740-1764)
- Catharina (1741-1807)
- Elisabeth (1743-1782)
- Peter (1745-1798)
- Alexei (1746-1787)